# Gong-Gong
Gong-Gong var i tidig kinesisk mytologi ett hornförsett monster som bekämpade kejsare Yao.
Gong-Gong rev med sitt horn upp både berg och himmel och orsakade så både översvämningar och solförmörkelser. Det är också han som brukar få skulden för diverse oregelbundenheter i solens gång och hos vädrets makter.